# 스텝-인덱스 프로파일
광섬유에서 스텝-인덱스 프로파일은 광섬유 내부에서 균일한 굴절률을 지니고, 코어-클래딩 인터페이스에서 굴절율이 급격히 감소하여 클래딩에서는 굴절률이 낮게 되는 굴절률 프로파일이다.

## 같이 보기
- 전반사
- 개구수